# 达州东部经济开发区
达州东部经济开发区，原名开江经济开发区，是中华人民共和国四川省达州市的省级经济开发区，于2019年成立。

## 历史
2018年9月，四川省发展和改革委员会公布，根据国务院办公厅《关于促进开发区改革和创新发展的若干意见》（国办发〔2017〕7号）精神，按照省级开发区设立有关程序，四川开江经济开发区已完成设立的前期工作，主导产业为五金、农副产品加工、电子。设立地点在达州市开江县，核准面积为104.58公顷，范围由五个区块组成：
- 区块一：东至普安镇青堆子村，南至普安镇杨柳湾村，西至普安镇仙耳岩村，北至普安镇青堆子村；
- 区块二：东至普安镇仙耳岩村，南至普安镇仙耳岩村，西至普安镇仙耳岩村，北至普安镇仙耳岩村；
- 区块三：东至X208，南至普安中学，西至普安镇罗家院村，北至峨城大道；
- 区块四：东至普安镇仙耳岩村，南至普安镇仙耳岩村，西至普安镇仙耳岩村，北至普安镇仙耳岩村；
- 区块五：东至普安镇仙耳岩村，南至普安镇仙耳岩村，西至高速出入口，北至普安镇仙耳岩村。

2019年1月，四川省人民政府公布，同意设立四川开江经济开发区。
2021年1月8日，重庆市经信委和四川省经信厅发布《关于首批成渝地区双城经济圈产业合作示范园区的公告》，开江经济开发区入选首批成渝地区双城经济圈产业合作示范园区名单。
2021年8月1日，四川省达州市印发《关于调整城市新区和产业发展布局的实施方案》，将开江经开区更名为四川达州东部经济开发区，升格为市委、市政府正县级派出机构。将达川区石板街道、河市镇、金垭镇、百节镇部分区域（三牌村、梯岩村、长溪村、水口村、工人村、中心村、四岩村、真山村、木子社区）、通川区凤西街道龙家庙村划由达州东部经济开发区托管。达州市第二工业园区指挥部主要负责对上汇报、协调市级部门、协调方大达钢等相关工作和园区建设管理职能交由达州东部经济开发区实施。达州市财政划拨开办经费至达州东部经济开发区筹备机构，从2021年9月起，将达州东部经济开发区预决算纳入市级预决算。调整后的达州东部经济开发区主要布局高新技术产业和现代物流业，达州经开区开江部分产业发展定位由开江县负责。